# Kardos Pál (polgárőr)
Kardos Pál (Budapest, 1969. június 2. –) polgárőr, az Országos Polgárőr Szövetség általános és oktatási elnökhelyettese, a Budapesti  Polgárőr Szövetség elnöke, a Zuglói Polgárőr és Önkéntes Tűzoltó Egyesület elnöke, a Kárpát-medencei Polgárőr Fórum elnöke, a Budapesti Tűzoltó Szövetség alelnöke, a Budapest Mentőszervezet alelnöke.

## Pályája
A rendszerváltás időszakában a közbiztonság és az állampolgárok szubjektív biztonságérzetének javítása érdekében lokálpatrióta alapokra helyezve indította útjára azt a bűnmegelőzési csoportot, mely a főváros egyik kerületének polgár egyesületévé alakult és későbbiekben a Polgárőrség jelentős bázisaként funkcionált. A Polgárőrség helyi, fővárosi majd országos szintű szervezésében és megvalósításában kiemelkedő szerepet vállalt. Elsődleges szakmai célterülete a közösségi bűnmegelőzés fejlesztése és a társadalmi felelősségvállalás szerepének erősítése a közbiztonság területén, valamint e célok integrálása a rendészet szervezetrendszerébe. Ezen kívül  célkitűzései között szerepel a társadalmi felelősségvállalás növelése, a prevenció eszközének előtérbe helyezése, a civil bűnmegelőzés területén tevékenykedő szervezetek és szakemberek bevonása. Érdemeket szerzett - hazai és nemzetközi tapasztalatok felhasználásával - a polgárőrök tevékenységének színvonalasabbá tételében, felkészültségük és szakmai ismereteik fejlesztésében és javításában, melyet tananyagok összeállításával, oktatással, továbbképzések és konferenciák szervezésével valósított meg, a Polgárőrség közép-és hosszútávú stratégiájának alappilléreként.
- 2020: az Országos Polgárőr Szövetség általános és oktatási elnökhelyettese
- 2019: a Nemzeti Bűnmegelőzési Tanács tagja
- 2018: a Nemzeti Közszolgálati Egyetem Rendészettudományi kar, Magánbiztonsági és Önkormányzati Rendészeti Tanszék szaktanára
- 2017:  a Kárpát-medencei Polgárőr Fórum elnöke
- 2017: felkért külső szakértő, "Magánbiztonság és az önkormányzati rendészet szerepe a XXI. század rendészetében Kutatócsoport", Nemzeti Közszolgálati Egyetem
- 2014: a Budapest Mentőszervezet alelnöke
- 2008: Országos Polgárőr Szövetség katasztrófavédelmi alelnöke[1]
- 2008: Budapesti Tűzoltószövetség tagja, majd alelnöke
- 2007: Budapesti Polgárőr Szövetség Elnöke
- 2006: Országos Polgárőr Szövetség elnökségének tagja
- 2006: BM Bűnmegelőzési Akadémia tagja
- 2005: BRFK Fővárosi Baleset megelőzési Bizottság tagja, OBB szakértője
- 2003: Budapest-Zugló Áldozatvédelmi, Bűnmegelőzési, Közbiztonsági Tanácsadó Szolgálat vezetője
- 2002: Budapesti Polgárőrség Elnökségének tagja
- 2000: Budapest-Zugló Bűnmegelőzési Bizottság tagja, Közbiztonsági Egyeztető Fórum tagja, OPSZ Gépjármű Felderítő Tagozat vezetője, Matrix Police Polgárőr Szervezet alapító tagja, majd vezetője
- 1999: Budapesti Polgárőr Szövetség Ellenőrzési csoportjának vezetője
- 1991: Zuglói Polgárőrség Kiemelkedően Közhasznú Szervezet vezetője
- 1989: Zuglói Önvédelmi szervezet (később Zuglói Polgárőrség) alapító tagja[2]

## Végzettsége
Felsőfokú biztonságszervező (OKJ), Rendészeti igazgatásszervező (Rendőrtiszti Főiskola BA), Nemzeti Közszolgálati Egyetem, BA), Okleveles andragógus (Pécsi tudományegyetem, MA)

## Kitüntetések, elismerések
- A Köz Szolgálatáért Érdemérem Arany Fokozata (Belügyminiszter)
- Budapest Közbiztonságáért díj (Budapest Rendőr-Főkapitánya)
- Magyar Arany Érdemkereszt (állami kitüntetés, 2017)
- Dr. Barna Sándor Emlékérem (Fővárosi Közbiztonsági Elismerés, 2014)
- Főigazgatói elismerés (BM Országos Katasztrófavédelmi Főigazgatóság, 2014)
- Gróf Széchenyi Ödön emlékplakett (Magyar Tűzoltó Szövetség, 2013)
- Minisztériumi elismerés (2006; 2007; 2008; 2011; 2014)
- Kopácsi Sándor Polgárőr Érdemrend (Országos Polgárőr Szövetség, 2009)
- Év embere Zuglóban (Polgári Összefogás Kerületünkért Alapítvány, 2008)
- Zuglóért Emlékérem (Budapest Főváros XIV. kerület Zugló Önkormányzata, 2006)
- Polgárőr Érdemkereszt arany fokozata (Országos Polgárőr Szövetség, 2006)
- Év embere Zuglóban (Polgári Összefogás Kerületünkért Alapítvány, 2008)
- Év polgárőre (Országos Polgárőr Szövetség, 2004)